# Polyplax reclinata
Polyplax reclinata – gatunek wszy z rodziny Polyplacidae. Powoduje wszawicę. Pasożytuje na ryjówkowatych. Najczęściej spotykany na ryjówce aksamitnej (Sorex araneus). Występuje również na Crocidura dsinezumi, Crocidura flavescens, Crocidura foxi, Crocidura fumosa, Crocidura lasiura, zębiełku białawym (Crocidura leucodon), Crocidura mariquensis, zębiełku myszatym (Crocidura russula), zębiełku karliczku (Crocidura suaveolens ), Myosorex babaulti, Myosorex varius, rzęsiorku rzeczku (Neomys fodiens), Scutisorex somereni, ryjówce malutkiej (Sorex minutus), ryjówce aksamitnej (Sorex araneus), ryjówce domowej (Suncus murinus), Sylvisorex johnstoni.
Wszy te mają ciało silnie spłaszczone grzbietowo-brzusznie. Samica składa jaja zwane gnidami, które są mocowane specjalnym "cementem" u nasady włosa. Rozwój osobniczy trwa po wykluciu się z jaja około 14 dni. Występuje na terenie Europy i Azji.